# Vienne (flod)
Vienne er en flod i det sydvestlige Frankrig. Det er en af de vandrigeste bifloder, der munder ud i Loire. To franske departementer er opkaldt efter floden: Haute-Vienne og Vienne. Blandt de byer, floden passerer, kan nævnes Limoges og Chinon.
De to vigtigste bifloder til Vienne er Creuse og Clain.